# English Bridge
L'English Bridge (mot à mot pont anglais) est un pont en maçonnerie traversant le fleuve Severn à Shrewsbury dans les West Midlands, à l'Ouest de l'Angleterre.

## Description
Le pont est constitué de sept arches en maçonnerie longues de 120 mètres. Il s'agit d'un monument classé de catégorie II*.
Il est l'un des deux ponts permettant la traversée du Severn à la liaison routière est-ouest. Son pendant, le Welsh Bridge (en) se situe à l'autre extrémité de la ville. En dépit de leur nom, les deux ponts sont situés en Angleterre, le Welsh Bridge étant cependant plus proche du Pays de Galles.

## Histoire
A l'emplacement actuel, se dressait un pont datant de la période normande, connu sous le nom de Stone Bridge, ou pont de pierre. Cet ouvrage était constitué de cinq arches et d'un tablier en bois. Une imposante tour se dressait sur la rive est.
Il a été remplacé par un ouvrage en maçonnerie conçu par John Gwynn (en) et achevé en 1774.
L'ouvrage actuel date de 1926. Il a été reconstruit et élargi en utilisant les éléments de maçonnerie du pont du XVIIIe siècle. Le nouveau pont a été inauguré par la Reine Mary le 26 octobre 1927, bien qu'achevé un an plus tôt.